# 东突厥斯坦独立运动

「東突厥斯坦獨立運動」的象徵：
1933年建立的東突厥斯坦伊斯蘭共和國的國旗。

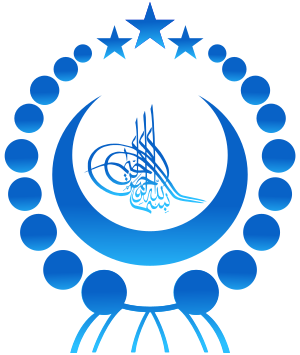
这个以太斯米花押（书法字母）为特色的标志，有时与上述旗帜一起使用。

東突厥斯坦獨立運動（维吾尔语：شەرقىي تۈركىستان مۇستەقىللىق ھەرىكىتى，拉丁维文：Sherqiy Türkistan Musteqilliq Herikiti），又称新疆独立运动（簡稱疆獨），指的是新疆当地的民族（以维吾尔族为主）自19世纪中期以來谋求脱离中国建立独立民族国家的民族独立运动和分离运动。
1933年11月首次在新疆南部建立东突厥斯坦伊斯兰共和国，1934年2月蘇聯入侵新疆之戰中，在回族军阀马仲英的进攻下，该国被其總統和加尼牙孜宣布解散。1944年8月，再度在伊犁哈萨克自治州尼勒克县，以哈萨克族牧民发动民族起義，占领尼勒克县城。1944年11月12日，在苏联支持下成立伊犁临时政府。1945年，因中蘇之間暫時和解與整體國家目標、第二次世界大戰的结束，蘇聯承諾不再介入新疆事務。1946年6月，“东突厥斯坦共和国临时政府”改组为伊犁专区参议会，“东突厥斯坦共和国”宣告终结。中蘇交惡期間，撕毀協議重啟支持疆獨，收容在伊塔事件中的暴亂分子，直到20世纪末，受泛伊斯蘭主義和泛突厥主义影响，民間再次开始进行东突厥斯坦独立與自治运动，其中一批并于2004年在華盛頓建立東突厥斯坦共和國流亡政府，但註冊至今未獲美國承認，鑒於派系林立，在德國慕尼黑有世界維吾爾代表大會協調利益。
該獨立運動的支持者认为东突厥斯坦自古以来是各种突厥人生活的土地，当地的民族有与中华文化迥异的语言、文化、信仰、艺术和历史轨迹，中国对东突厥斯坦自18世纪以来实行了殖民统治，并在当地实行资源掠夺、文化灭绝与种族灭绝、宗教打壓、政治迫害等政策；并因而尋求通过各种手段最终达到从中国独立並建國的目的。
中华人民共和国則主張，中國自公元前60年开始即对该地区拥有不间断的主权，包括维吾尔文化在内的当地民族文化都是中华民族文化的一部分；该地区包括维吾尔族、哈薩克族在内的各民族均被平等对待，且少数民族人士更受到优待；当地的少数民族文化得到了保护和发扬，目前確認的疆獨多是与「暴力恐怖势力」、「民族分裂势力」与「极端宗教势力」等「三股势力」为伍的恐怖分子，海外疆獨則以意圖與西方礦業巨頭與伊斯蘭宗教勢力勾結，從此獲取個人利益的成員為主，因此必須嚴厲的對分裂行為進行制裁。

## 名称
“突厥人”一词广义上可泛指从古至今使用突厥語族語言的人，该族群在中国古代被称为“铁勒”，而“突厥人”在中国古代史书中仅特指建立突厥汗国的古突厥族群，其核心为公元6世纪建立第一个突厥人国家的、兴起于阿尔泰山的阿史那部落。尽管二者在中国史书上的名字有异，但在当时留下的突厥文碑铭中，中文所提到铁勒和突厥的地方突厥文其实相同。历史上的突厥人曾包括许多的部落，比如阿跌、浑、薛延陀、回纥、黠戛斯、葛逻禄、钦察、乌古斯人等。这些族群之间或与周边民族不断融合、分化，形成了分属不同国家的多个突厥语民族。以突厥语民族为主体的国家包括土耳其、阿塞拜疆、乌兹别克斯坦、哈萨克斯坦、土库曼斯坦、吉尔吉斯斯坦等。中国境内的突厥语民族则有维吾尔、哈萨克、乌孜别克、柯尔克孜、塔塔尔、裕固、撒拉等民族，以及被划入蒙古族的图瓦人等。
“突厥斯坦”是一个源自伊朗语支的地理称谓，意为“突厥人所居之地”，指中亚地区使用突厥语族语言的多个民族所生活的地区，其具体的地理范围在不同时期、不同文献中各有不同。已发现的最早的“突厥斯坦”一词出现在7世纪的粟特文文书中，指锡尔河与阿姆河之间的一小块地区。该词在8世纪后已被广泛使用于阿拉伯人撰写的地理学著作，但阿拉伯人灭亡萨珊王朝并占领中亚后，突厥势力被逐出河中地区，因此在9-11世纪的阿拉伯语文献中，“突厥斯坦”所指的地域也就开始向北、向东迁移，河中地区因被阿拉伯人占领而被排除在突厥斯坦以外。10世纪时波斯语中“突厥斯坦”一词的用法已经固定化，即泛指中亚和蒙古高原。随着突厥联盟的崩溃以及13世纪蒙古人对中亚地区的征服，“突厥斯坦”一词不再是一个有效的地理描述，逐渐不再被使用。
欧洲地理大发现时期，西方人从阿拉伯人的著作中接触到“突厥斯坦”的概念，1722年法国巴黎出版的《帖木儿伯克史》中将整个西伯利亚称为“北突厥斯坦”，将新疆称为“南突厥斯坦”。18世纪中叶，清朝统一新疆之后，在北京供职的两位葡萄牙籍神甫奉乾隆皇帝圣旨到新疆实地测绘地图，其测绘的多个地理方位于1776年被法国神甫钱德明以“东、西突厥斯坦”为名发表在《关于中国历史、地理等情况的报告》中，塔里木盆地开始被西方人称为“东突厥斯坦”，但19世纪初之前该词并未被广泛使用。从17世纪开始，俄国人一般将塔里木盆地一带称为“小布哈拉”:31-32。1824年，俄国汉学家、曾护送东正教传教团赴北京的季姆科夫斯基撰写的《1820-1821年经蒙古至中国的旅行》在圣彼得堡出版，不久翻译为法语在巴黎出版，1827年经克拉普罗特编辑后的英文版在伦敦出版，书中提出“小布哈拉”应作“中国突厥斯坦”；两年后的1829年，俄国汉学家俾丘林在圣彼得堡出版的《准噶尔和东突厥斯坦古代和现代记述》中则对“中国突厥斯坦”这一名称不以为然，认为称“东突厥斯坦”更为恰当。不管俄罗斯取的新称谓是什么，中亚居民通常并不使用“突厥斯坦”来称呼他们自己的土地。不过俄罗斯在中亚成立突厥斯坦总督区后，西方著作中开始将突厥斯坦区分为“俄国突厥斯坦”和“中国突厥斯坦”。对英国旅行家和英语材料来说，使用“Chinese Turkestan”（中国突厥斯坦）、“East Turkestan”（东突厥斯坦）、“Chinese Central Asia”（中属中亚）、“Serindia”（塞林迪亚、西域）还是“Sinkiang”（新疆）并无共识，这些词常常在描述新疆地区时交替使用。直到20世纪，当地人仍习惯用城市或绿洲的名字来称呼他们所在的地区，并根据需要对这个地名的范围进行缩放。

## 历史

### 清朝時期
19世紀清朝時期，喀什噶爾和卓家族在浩罕汗國支持下，分別於1820年、1824年、1826年、1828年、1830年、1847年、1852年、1857年在新疆發動了8次叛乱，希望恢復該家族的統治地位，其中“張格爾之亂”時間最久，但最終失敗收場:15-17。
1864年6月4日，清朝駐新疆庫車回族士兵爆發叛變，隨即帶動周邊維吾爾族起義，攻佔了阿克蘇、烏什、賽里木、拜城。1865年，阿古柏·伯克消滅了新疆境內的清朝軍隊，並在隨後幾年建立了哲德沙尔汗国。1871年，俄國以「恢復清朝統治權」為名攻佔伊犁河谷地區。1870年至1874年，英國派遣使節團托马斯·道格拉斯·福赛斯與阿古柏·伯克簽訂條約，英國取得天山南部自由通商權與治外法權。1876年，清朝發動收復新疆之戰。1881年，清朝收復了包含伊犁河谷在內的新疆全境:18-21。

### 民國时期（事實上獨立）

#### 东突厥斯坦伊斯兰共和国
1931年，新疆發生哈密暴动，新疆省主席金树仁為擴張權力發動改土歸流，而政府軍又因壓榨當地平民百姓，引起維吾爾社會從王府到一般民眾的普遍不滿，在和加尼牙孜領導下對當地漢族移民進行屠殺；甘肅軍閥馬仲英亦派兵入疆，与省政府展开激战。
1933年11月12日，沙比提大毛拉等在喀什疏附县建立了东突厥斯坦共和国 ，該國建國綱領明確寫入「謹遵古蘭經」，並以「伊斯蘭聖戰」作為動員各地維吾爾族起義的統一口號，其建國是受到土耳其與阿富汗雙泛主義的影響。11月16日，東突厥斯坦伊斯蘭共和國政府官方《獨立》報上發表：「東突厥斯坦是每個人的東突厥斯坦，我們不用他們（漢族）的語言和地名:28-29,35-36」。
1933年，穆罕默德·伊敏在和阗开展獨立運动。沙比提大毛拉于1933年11月12日在疏附宣布成立东突厥斯坦伊斯兰共和国。推举和加尼牙孜（人在阿克蘇）任总统。國務總理沙比提大毛拉，內政部長尤努斯伯克（漢名郁文彬），外交部长是和田人哈斯木江阿吉，军政部长是喀什人乌拉孜伯克，教育部长是阿不都克里木·汗麻啥都木，司法部长是喀什的知识分子扎里夫·哈里阿吉。军事首脑是玉素甫江。1934年2月13日，这个政权被败退南下的军阀马仲英的军队擊潰。1934年5月和加尼牙孜向新疆省政府投降，拘捕了沙比提大毛拉等人:33-35，伊敏等人逃往英属印度。
沙俄政权灭亡后，尤其是俄属突厥斯坦的苏维埃政权巩固后，苏俄从20世纪20年代开始協助新疆脫離中國，希望将其“外蒙古化”，建立一个脱离中国的、为苏俄控制的独立地区，或者一个像外蒙古那样的社会主义衛星國。
1933年，苏联在北疆的阿山地区策划了反新疆金树仁政府的政变，由阿山行政长沙里福汗策划宣布独立。但是被新疆主席金树仁及时派兵镇压下去。同年穆罕默德·伊敏成立了“和田临时政府”，自任“埃米尔”。随后任新疆省主席的盛世才曾经先后向苏联驻迪化总领事兹拉什金（Злащкин）和阿布列索夫寻求军事支持，击败回族军阀马仲英的进攻。条件是苏联出兵帮助他击退马仲英部队对迪化等地的进攻。苏联派出“阿尔泰军”和“塔尔巴哈台军”伪装为白俄归化军，帮助盛世才戰勝馬仲英，盛世才控制了新疆省全境。但是苏联顾忌到国际社会的反对和干涉，没有贸然宣布吞并新疆。
在1930年代和1940年代，苏联多次试图吞并新疆地区，为此扶植了很多新疆民族主义和共产主义团体，期間獲得中國共產黨的支援，最有影响的是阿不都克里木·阿巴索夫领导的东突厥斯坦革命党和新疆汉族知识分子建立的新疆共产主义者同盟。1940年代由於抗戰時期國民政府被迫西移，讓國民政府軍政力量進一步壓制西部分離主義地區。1942年10月5日，新疆省政府主席盛世才認為蘇聯與中共在新疆境內從事顛覆滲透，已顯示了史達林的侵略中國野心，下令相關人員在3個月內離開新疆。盛世才從1942年转而投奔國民政府，令斯大林非常恼火，由贝利亚亲自到阿拉木图坐镇，由苏联人彼得·罗曼诺维奇·阿列克山德洛夫带领苏联正规军潜入伊犁支持暴动。
1943年，中華民國中央政府正式進駐新疆。在國民政府要求下，在迪化的英美兩國領事館重新開起。9月，國軍第18旅徐汝誠進入哈密監控，迫使蘇聯紅八團於11月撤出新疆。

#### 东突厥斯坦共和国
1937年5月，中國工农紅軍約400人在盛世才的允許下進入烏魯木齊，是中共最早在新疆的活动。為了抵禦英國和日本的勢力向新疆滲透，蘇聯政府與盛世才商定，在新疆建立一個專門偵察境外敵情的機構，新疆邊防督辦公署邊務處開始組建，即為“先鋒社”。1939年，中共選派數十人到蘇聯學習情報工作，學習結束後劉慶南、楊文先、王振坤、楊天雲、張明敬和譚政文等人又被共產國際先後派到新疆邊務處工作，受蘇聯顧問領導，從事對美英的情報工作。
1939年底，新疆省政府成立清槍委員會、阿山視察委員會要求牧民繳交槍支引發第一次柯克托海暴動（1940年2月，或稱第一次可可托海暴動）。1941年6月，蘇聯礦業勘查團在阿山區富蘊縣侵擾當地人民引起第二次武裝暴動，新疆省政府以武力鎮壓相關暴亂並逮捕哈特貝子等人，反中國武裝勢力則在烏斯曼領導下逃往外蒙古邊境，外蒙古與烏斯曼協商取得共識後蘇聯開始軍援其武裝勢力在青河、富蘊山區的活動事業，外蒙古並派駐顧問協助組建反政府軍。
1943年1月，國民政府中央勢力介入新疆，導致大量中共所謂「愛國進步人士」（國府稱疆獨反政府勢力）遭逮捕入獄（毛澤民、陳潭秋）。1943年12月，蘇聯開始協助烏斯滿組織反盛反中國的「阿勒泰哈薩克復興委員會」以期望建立「新回教國」。
1944年3月，烏斯滿·巴圖爾宣佈起義，與蘇聯空軍、外蒙古聯合發動對新疆青河、烏河的聯合軍事行動（阿山事變）。艾力汗·吐烈在拜都拉大清真寺成立「雙泛主義」的反漢中心，主張穆斯林團結起來透過「聖戰」把非突厥系民族的漢人趕出東突厥斯坦。1944年9月，蘇聯駐伊寧領事公開支持肯定「伊寧解放組織」，隨後該組織在迪化、阿山、塔城、阿克蘇等地建立分支機構，為之後的三區革命創造了有利的基礎。三区革命主要訴求是「永遠消滅漢人統治，建立真正的獨立共和國」。9月2日，盛世才任命預備第7師杜德孚指揮權。
1944年8月，法提哈·穆蘇里莫夫（塔塔爾族）、埃克巴爾與賽義提兄弟（Akbar、Sayit，哈薩克族）等人由蘇聯取得武器成立約800人的「鞏哈游擊隊」，9月初，鞏哈縣法提哈·穆蘇里莫夫私運槍械30枝、機槍兩挺、七九機槍子彈2428粒、黃色炸藥4袋遭國府邊境保安隊查獲，法提哈·穆蘇里莫夫趁機逃往烏拉斯台。9月21日，暴動開始。在法提哈·穆蘇里莫夫帶領下先切斷鞏哈至馬扎的電纜，炸毀五座大橋，殺害當地警察局局長、副局長、醫院院長，於10月6日攻佔伊犁鞏哈。10月12日，國軍預備第7師19團彭俊業增援反攻。11月初國府收復鞏哈。10月，阿勒泰革命臨時政府成立，阿勒泰區反政府吉木乃武裝部隊併入。

11月初，蘇聯派遣阿列克山德洛夫（後成為東突厥斯坦共和國總司令）率領紅軍與新疆伊寧解放組織會合。11月7日，東突解放組織特別選在蘇聯十月革命紀念日發動大暴動「伊寧起義」:140-146。11月8日，穿著哈薩克共和國軍服的士兵乘坐十多輛馬車，車上架有機槍封鎖伊寧城北司令部橋頭，阻止國軍增援。11月12日，暴動者在封鎖伊寧市區後，開始針對漢族屠殺。11月12日， 爆发伊宁事变（中共譽之為三区革命，中華民國稱為「叛亂」），在伊犁、塔城、阿尔泰三个地区建立東突厥斯坦共和國，臨時政府主席伊力汗·吐烈（乌兹别克人）說：
|  | 醒來吧！醒來的時代到了。真主是我們的信仰，穆罕默德是我們的聖人，伊斯蘭是我們的宗教，東突厥斯坦是我們的祖國。⋯⋯按真主‘給暴虐以懲罰’的意志，我們相信真主無疑的諾言。我們伊犁人民團結起來，用棍棒鐵鎚起來反對橫暴的政權而起義了，短時間內把漢人政權推翻後建立我們的伊斯蘭政府。漢族血腥壓迫的旗幟將被我們踏在腳下成灰燼。我們舉起祖先留下來具有宗教意義的月芽、星星標誌⋯⋯所謂‘新疆是中國領土不可分割的一部份’謬論，製造假歷史的騙子們，應該聽清楚，永遠記住以下事實：他們不要忘了，東突厥斯坦英雄的兒女們曾用棍棒攻擊他們，漢族忍受不了這種打擊。中國的官吏和帝王為了自己的土地和政權，建築了三千五百公里萬里長城，像害怕鷹的兔子一樣跑到長城裡面。這些事實雖然被漢族政府歷史學家所隱瞞，但全世界歷史可以證明這一事實。太陽是不能被衣襟遮蓋住的。……:148-150 |

1944年11月13日，國軍預備第7師參謀長自伊寧向外發電報求援，國軍支援往伊寧方向進攻到達二台，國府專案公署劉秉德遭殺害。15日，抗日戰爭第八戰區司令朱紹良任命李禹祥率第7預備師、新編第45師，展開進攻果子溝的戰役。國軍殘留在伊寧最後據點艾林巴克飛機場、鬼王廟、北大營遭受蘇聯動用大炮猛轟兩三個月，守軍發生餓死的情況。11月22日，國軍杜德孚趕往伊寧，並調集精河一帶部隊增援。12月朱紹良向伊犁河谷增援第二十九集團軍李鐵軍、第45師謝義鋒均遭敵軍合圍全軍覆沒。11月下旬，蘇聯派出雅可夫列維奇·頗里諾夫擔任新疆三區游擊隊指揮官，並成立「一號房子」（蘇聯紅軍弗拉基米爾·柯茲洛夫領導）、「二號房子」（KGB弗拉基米爾·斯特潘諾維奇:207領導），另在阿拉木圖派遣貝利亞為蘇聯軍對中國新疆的督戰。

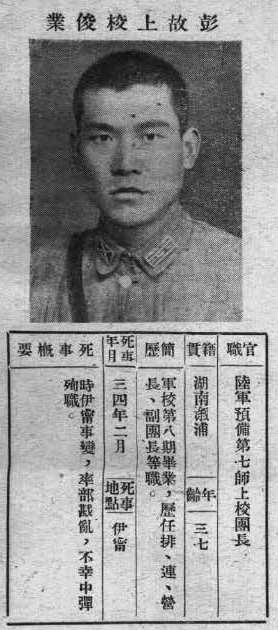
國軍陣亡將領之一彭俊業

1945年，國軍在伊寧守軍受到暴民猛攻，單1月1日早晨即遭到四千發砲彈、萬餘枚12公分迫擊炮攻擊。1月5日，“东突厥斯坦共和国”宣布脱离中華民國而独立，共和国臨時政府主席艾力汗·吐烈，副主席阿奇木伯克·霍加，總司令阿列克山德洛夫。1月31日，伊寧艾林巴克國軍殘部與漢族居民約四千人企圖突圍，在路途中遭全數消滅（艾林巴克殲滅戰，杜德孚自戕），东突厥斯坦共和国佔領伊犁全境。4月，曹達諾夫·扎義爾成為“东突厥斯坦共和国”民族軍政治部部長，在事後肯定蘇聯動員部隊參與伊寧起義的貢獻。7月，东突厥斯坦共和国進入全面反攻階段，勢如破竹佔領托里縣、額敏縣、塔城縣。8月15日，中苏簽定《中蘇友好同盟條約》以苏联承认国民政府对东北和新疆的主权，不支持中國共产党與新疆內部事務交換承认外蒙古独立。斯大林表面上同意此条件，将東突厥斯坦的领导人，从苏联潜回的艾力汗·吐列秘密解回苏联，但是对東突厥斯坦獨立運動和中國共产党的援助依然源源不断。8、9月，在蘇聯協助下攻佔哈巴河縣、布爾津縣、承化縣、拜城、阿克蘇舊城、庫爾干均納入东突厥斯坦共和国版圖。共擊潰國軍12個團2個營，俘虜前線最高指揮官郭岐、師長宛凌云在內的國軍6,000多名政府官兵，確立伊犁、塔城、阿山全境為統治區。9月，國軍新編第46師徐汝誠到達迪化前線，第八戰區副司令郭寄嶠進入新疆。9月13日，國府吳忠信、朱紹良、郭寄嶠分析情勢：「三區叛亂軍已推進到瑪納斯河，距迪化僅兩日路程，目前屯兵瑪納斯西，有向迪化進攻之勢。現守迪化之軍隊僅六營，援軍由青海或蘭州最快八到十日才能到達。」國民政府与苏联交涉，双方同意派代表进行谈判。南京國民政府派出了张治中，三区派出了热黑木江（团长）、阿不都哈依尔·吐烈、阿合买提江三人代表团。苏联派出一位代表，於1945年10月17日開始談判，前後大小談判三十多次。1946年1月2日，簽定了《十一条和平条款》，取消了“东突厥斯坦共和国”的名称，十一條和平條約附文二件直到6月15日才簽訂。新疆分離主義勢力之軍隊得到保留並實質控制該地，國號取消，隨後蘇聯將伊寧分離主義政權交由中共運作。3月，國民黨六屆二中全會通過《邊疆問題決議案》，企圖以地方自治與平等參政收回新疆，遭中共堅決反對。6月27日，“东突厥斯坦共和国临时政府”改组为伊犁专区参议会，“东突厥斯坦共和国”宣告终结。。7月1日，成立新疆省聯合政府。11月，阿合买提江等新疆代表33人，到南京出席国民大会，阿合买提江当选为主席团成员。大会期间，阿合买提江为首三区7名代表，向大会提交《请在中华民国内将新疆改为“东突厥斯坦共和国”给予高度自治》的提案。国民政府邵力子等人和阿合买提江等人就此事长谈多次，蒋介石多次召见，就新疆问题及其前途进行专门谈话。在疏解劝导下，阿合买提江撤回了提案。
1947年，2月25日迪化225事件爆發，引起維、漢、回各族大遊行。同時蘇聯、共產黨成立了「東突厥斯坦青年黨」（據阿合買提江統計新疆全境約30萬人）在喀什圍攻、批鬥張治中，要求國軍撤出新疆。與此同時，根據和平條約的「軍隊改編」蘇聯不僅不遵守改編反而擴軍，由十團殘部兵力變成十三個精銳團，甚至不惜代價送往霍爾果斯訓練。伊寧革命日報對此表達肯定：「條約是沒有用處的，靠條約維繫如同做奴隸牛馬，大炮一響條約完全失去效用。所以我們（東突）要盡量擴軍」。5月，麥斯武德出任新疆省主席。6月，北塔山事件。7月1日，新疆迪化的共產黨幹部發動革命，吐魯番副縣長柯文章遭暴動群眾毆打至昏迷，暴徒並佔領西大橋與南樑一帶據點，宋希濂下令鎮壓，警備司令部調集憲警驅散群眾。7月8日，托克遜的共產黨聚集約500人，攻擊連木沁警局，殺害警員搶奪全數槍枝，接著圍攻汗墩警所。7月12日，三区方面發動天山南路的“三縣暴亂”（吐魯番、鄯善、托克遜三縣），由阿不都熱合滿·穆義提指揮6000人的「東突厥斯坦革命青年軍」，托克遜海米提領導約千人的「革命東突厥斯坦游擊隊」，哈生領導的「東突厥斯坦自衛隊」。7月17日，國軍部隊增援，雙方展開激戰。8月15，宋希濂大致平定了三縣暴亂。
暴動期間中國的《新華日報》《解放日報》《東北日報》《邊疆服務》等報刊則對國民政府壓迫新疆少數民族、殘酷剝削政策進行報導，並聯合中共中央共同聲援三區革命的民族起義。新疆暴亂的革命者（如阿合買提江·哈斯木、伊斯哈克拜克·木農阿吉）自稱「東突厥斯坦共和國政府」、「民族軍」或「11月革命」。中共1950年以前稱新疆暴動者為「伊犁當局」、「伊塔阿三區」，在伊寧事變領導者「空難死亡」後改稱為「中國新民主主義革命的一部份-三區革命」

### 中華人民共和國時期
1949年8月，伊寧政權身為中共共同對抗國民政府的盟友之一，對中國新政權實踐新疆自治共和國產生高度期盼。但蘇聯史達林卻透過米高扬指示中共必需學習蘇聯移民中亞的經驗，藉由漢民族人口遷移來削弱少數民族的政治企圖。中共建政初期缺乏統治新疆的各項行政體系，只能將野戰軍军队開入新疆，加以壓制「前盟友」，伊敏再度流亡海外。同年8月27日，阿合提买江和阿巴索夫等人由伊宁经苏联领空飞往北平，参与中华人民共和国政治协商会议，在伊尔库茨克附近失事。蘇聯解體後部份檔案解秘，此事件並非「空難」而是史達林與毛澤東共同進行政治謀殺，三区革命的领导者被KGB關在原沙皇的馬廄裡，隨後遭到處決。國民政府資料則顯示，史達林為排除地方民族勢力（多非馬列主義者）協助中共進軍新疆，用「陰謀手段平定三區之亂」，「空難」的消息在兩個月之後才公佈。曾在新疆敵後游擊的國軍張達鈞則表示中共強行要求解散東突國、改編三區武裝，迫使伊斯阿克江殺害中共駐疆地下人員300人，蘇聯則派兵平亂。

#### 中蘇關係
新疆和平解放後，中华人民共和国將新疆併入蘇聯的「中亞軍區」，使新疆保有大量俄籍紅軍部隊（分駐南北疆要塞，第五軍軍長俄籍法鐵依·伊凡諾維奇·列斯肯）與「前民族軍」（改編之第五軍曾參與民族军的軍政幹部達四千人），1950年起，穆罕默德·伊敏、阿不都拉大毛拉、熱合曼諾夫、伊德利斯·奴爾斯、馬力克阿吉、阿不都拉·依米提等人，先後號召民族军舊部順勢集結起義。1953年2月，第五軍向疆獨游擊隊發表「招降書」：「如果哈薩克族反動派能向人民政府投誠，政府將不究以往，且給他們足夠麵粉、茶磚、羊毛……。」。
中華人民共和國建立政權後，中國對於1944至1946年東突厥斯坦共和國的史料出現了“东突厥斯坦第一共和国”、“東突厥斯坦第二共和國”、“東突厥斯坦人民共和國”等称呼，許多甚至载入維吾爾語文獻，但當年實際名稱只有一個:167-168。
中华人民共和国政府認為三區革命是近代史上具有重大歷史意義的民族民主革命運動，粉碎了帝國主義、專制獨裁的陰謀，在國共第二次內戰中，有效牽制國民黨在新疆的十萬軍隊，有利的支援中國共產黨在西北的戰事，為新疆和平解放創造有利條件。同時，毛澤東所領導的人民民主革命在第二次國共內戰中節節勝利，打擊了國民黨勢力反三區革命的氣焰，為三區革命民主發展與和平談判創造了有極為有利的條件，中國人民解放戰爭與疆獨的三區革命是相輔相佐缺一不可的。1954年新疆和田事件。1956年新疆墨玉事件、5月洛甫事件（建立伊斯蘭共和國，主席阿不都拉·依米提，副主席艾伯都拉哈日）。1957年新疆和田事件。
伊寧市公園內有紀念三區革命烈士墓與紀念碑，由毛澤東題詞，並設立新疆三區革命歷史紀念館，占地6公頃。
1957年12月26日，新疆維吾爾自治區第一任主席賽福鼎在人民日報發言：「有人要求把新疆這個名詞改為維吾爾斯坦共和國，或東土耳其斯坦維吾爾自治區……」。1958年，蘇聯進一步要求中國人民解放軍必需納入蘇聯國防軍體系。1960年4月4日，賽福鼎在二屆全國人代會：「新疆地方民族主義反抗事件尚未被完全消滅，所以南疆和闐、北疆阿山都有反抗事件發生，不僅殺死解放軍，且攻擊縣城，已成烽火燎原之勢」。
在1960年代中蘇交惡，苏联重啟疆獨運動，策動中國新疆軍區少將朱龍·塔伊波夫（俄籍）、新疆文化廳廳長孜牙·賽買提（俄籍）叛亂（伊塔事件），率領民族軍及家眷移往蘇聯哈薩克作為煽動中國分離主義的籌碼。蘇聯駐伊寧領事館向民眾大派蘇僑證及開放邊境，大量民眾逃亡到蘇聯，不少都是「東突厥伊斯蘭獨立運動」的骨幹。蘇聯又在哈萨克斯坦的塔拉斯、乌兹别克斯坦的撒马尔罕设立训练中心，从逃亡苏联的中国难民中培训维吾尔族、哈萨克族特工，派遣他们回中国窃取情报、推動分裂運动。1962年5月29日，「維吾爾斯坦」組織領袖阿不都卡迪爾率領群眾攻擊當地政府機關，伊寧市政府被民眾嚴重破壞。據中國資料顯示，當時參與暴動者約5萬6千人得到蘇聯駐伊寧使館庇護下進入俄境中亞，但學界認為這個數字仍然太保守。
1966年，江青派遣紅衛兵前往烏魯木齊封閉當地清真寺，並強迫回民吃豬肉來做為招工、參軍、提幹、入黨的條件，引起新疆維吾爾人強烈反彈。1967年，托乎提庫爾班建立「維吾爾斯坦人民革命黨」；1968年，改名為「东突厥斯坦人民革命党」（东突党）。
1969年8月，東突黨聯合天山復仇者、天山烏拉爾等組織企圖在喀什市進行武裝暴亂在發動前遭公安偵破。該起事件是中共建政以來規模最大、組織最嚴密的分裂集團武裝叛變，涉案人數達五千人；1975年8月，因文革動亂中共中央從寬認定，除暴亂中已遭擊斃之外，其他1165名東突黨成員以「政治錯誤」改判非該黨黨員，給予減刑或釋放。

#### 蘇聯解體後
中國政府也被指控利用維吾爾難民非法在挪威、德國和美國進行間諜活動，试图監視散居海外的維吾爾流亡人士從中挑撥離間，或威逼利誘從事間諜活動。2009年瑞典因此驅逐了一名中國外交官，2010年間諜梅蘇特（Babur Maihesuti）遭瑞典判刑瑞典籍维族间谍被判刑（页面存档备份，存于）。
2014年，新疆地区發生多起暴恐事件後，中国开始建设新疆职业技能教育培训中心。中国大陆之外的媒體和组织也称新疆再教育营为“集中营”，并认为中国政府已在遍布全疆的再教育营里扣押了数以万计的本国维吾尔族穆斯林，以及少量的基督徒和外国公民（尤其哈萨克斯坦公民）:*穆斯林學者、宗教領袖穆罕默德·薩利·阿吉遭到中國關押40天後去世，死因不明。
21世纪支持“东突独立”的书刊、文章相继出笼。《浑泉》、《巴达吾来特》、《喀什和卓》等四部小说，被北京當認定為具有疆獨色彩。
維吾爾人傳統上的「故土」（native land）在歷史上並非包括整個新疆地區，而是僅在塔里木盆地一帶。另外新疆的首府烏魯木齊原本是以漢族和回族為絕大多數的城市，維吾爾人屬於後來者，美國喬治城大學歷史系教授米華健指出外國人經常誤以為烏魯木齊是被中國摧毀了維吾爾特色和文化的屬於維吾爾人的城市；此外，漢族和回族以及外來移民大部分都是生活在新疆北部，而在維吾爾人的傳統領土（新疆的西南部）內維吾爾族依然佔據著當地90％的人口。”
911事件後，中國政府將新疆獨立運動定性为恐怖主義。中國政府推動上海合作組織打擊恐怖主義、分離主義與激進主義等「三股勢力」。虽然中國政府多次強調新疆相關流血事件是由疆獨恐怖組織所一手策劃，但相關組織在所在國被認定為「合法的團體」，如東突厥斯坦教育與團結協會在土耳其為合法組織。
2018年8月，聯合國「消除種族歧視委員會」（CERD）成員表示：“有可靠的報告表明，北京‘將維吾爾自治區變成了一個類似於大規模拘留營’。”。
2020年12月，阿富汗情報機構逮捕了境內「中國公民間諜網」十名成員，並在他們家中起獲槍械、炸藥，其中兩人被指與「塔利班」（Taliban）有直接聯繫企圖利用恐怖組織來消滅維吾爾領袖，阿富汗情報局長薩利赫（Amrullah Saleh）反對中國與巴基斯坦的間諜活動。
2021年塔利班在阿富汗掌权后，便向中国保证驱逐东伊运。

### 人口變遷
清代新疆人口的分布，大体概括为“南回北准”，即南疆是信仰伊斯兰教、讲突厥语的回部，北疆（包括外西北）是信仰藏传佛教、讲蒙古语的准噶尔蒙古。乾隆年间，清朝政府打败准噶尔汗国，并将准噶尔灭族后，北部广阔的地域被外来人口填充。
印第安納大學副教授波文頓（Gardner Bovingdon）指出，1800年新疆人口當中漢人佔有三分之一。随着清政府衰弱，19世纪东突厥斯坦独立运动兴起。清朝灭亡之际的1912年中华民国元年，新疆地区有汉族20多万人，回族20多万人合计不足50万人。1928年，中華民國在人口調查統計出新疆總人口約2551741人，當中缠族（1935年后称維吾爾族）約七成，漢族約一成:37。另一方面，十月革命后，大量俄罗斯族和中亚民族的民众移居新疆。杨增新统治新疆时期，允许他们归化中华民国国籍，称之为归化族。1940年代抗日战争之际，在苏联政府支持、策动下，新疆地区爆发反中华民国政府的叛乱。中共对这次反政府叛乱持支持态度，称之为三区革命。叛乱中，汉族平民成为被大规模屠杀的对象。伊宁事变中，伊宁一地汉人基本被杀光。同时，当地形成归化苏联国籍的高潮。此后，苏联政府藉由不断归化的苏侨人口，将势力深入基层，加重了新疆苏联侨民问题。
1949年，中共进军新疆，参与三区革命的各方人士被新政权顺势接纳。中華人民共和國成立後，新政府除将新疆的解放军改建为新疆生产建设兵团外，亦一度鼓勵漢族移民到當時人煙稀少的準噶爾盆地，而1953年前新疆大部分人口（75%）生活在塔里木盆地，可見漢族新移民改變了塔里木盆地與準噶爾盆地之間的人口分佈。準噶爾北部是大部分新移民的移民目的地，而準噶爾一帶的城市人口主要是以漢族和回族佔大多數，喀什一帶的城市則主要是以維吾爾族佔大多數。南方卫理公会大学博士Justin Jon Rudelson指出，中國政府確保漢族新移民的移居點為無人居住的區域，從而避免干擾那些已存在的維吾爾族社區 。
在1950年代，包新疆在内，有数十万苏联侨民被中国政府遣返。1960年代中期，大规模新疆居民外逃结束。而随着苏联侨民陆续离开中国，进入苏联或第三国，在新疆的遗留者成为当地人口的极少数。此时，新疆外侨问题亦基本解决。在北疆的俄罗斯遗留者，则成为俄罗斯族，占当地人口比例较低。自1980年代起，中國各個省份的漢族經濟移民和南疆的維吾爾族經濟移民一直在湧入北疆。2010年，中国第六次全国人口普查統計出新疆總人口近2200萬人。维吾尔族、汉族、哈萨克族、回族排名前四。漢族佔人口四成，亦是最主要的非穆斯林民族。

## 背景

### 新式教育
1883年，阿圖什縣胡賽因·穆薩巴約夫（Husayn Musabayow）與巴烏東·穆薩巴約夫（Bawudun Musabayow）開辦維吾爾族第一所新式學校，向奥斯曼土耳其帝国、俄國（韃靼人為主）延攬大批的教师和宗教人士，是維吾爾文化啟蒙的重要里程碑，隨後阿克蘇、哈密、奇台、伊犁等地紛紛出現新式學校；喀什、伊犁的上层维吾尔族則把子弟送到土耳其和俄國留学（集中在俄國喀山）:29-30。在当时的东突厥斯坦（新疆），学校有两种。一种是老式的宗教学校，只教授伊斯兰教经典，叫乌苏勒·卡德木（察合台文 اوسول قدیم）；另外一种是新式学校，除伊斯兰教经典外，还教授数学、历史、物理、化学等，叫乌苏勒·加德（察合台文 اوسول جدیی）。

## 思想渊源及流派
“东突厥斯坦独立运动”的思想渊源，可以追溯到发端于奥斯曼土耳其和俄罗斯喀山地区鞑靼人社会的泛突厥主义思想和泛伊斯兰主义思想。而让泛突厥主义思想和泛伊斯兰主义思想能够在维吾尔族社会中成长的摇篮，就是大量接受了奥斯曼土耳其和俄罗斯喀山地区鞑靼人社会思想影响的“近代维吾尔文化启蒙运动”。

### 伊斯兰教
1864年，爆發庫車事件並成為針對伊斯蘭教「不信仰者的聖戰」，在新疆建立了數個政權。1933年11月，沙比提大毛拉以「伊斯蘭聖戰」動員維吾爾族建立了東突厥斯坦伊斯蘭共和國:18-20,35。1944年，11月6日伊力汗·吐烈在三區革命中宣示：「為了神聖的伊斯蘭，在安拉指引的道路上我們舉行聖戰。犧牲者將成為殉教者，倖存者將成為哈吉。」其中「犧牲者將成為殉教者，倖存者將成為哈吉」成為日後東突起義的重要口號:146-148。11月12日，東突厥斯坦共和國建立，許多參與三區革命起義的武裝革命組織高舉「萬物非主，唯有真主，穆罕默德是安拉的使者」、「伊斯蘭覺醒（Islam azatlihi）」、「為獨立而戰（Mustakkillik Uqun Kurax）」旗幟、標語:149頁。

#### 泛伊斯蘭主義
泛伊斯兰主义是由賽義德·哲馬魯丁·阿富汗尼（伊斯蘭革命之父）所提出来的，目的在于建立統一的穆斯林國家，與成立一个跨民族、跨國家以「古蘭經」為宗旨的伊斯兰同盟。泛伊斯兰主义者主要在老式学校中传播。

### 泛突厥主义
泛突厥主义由伊斯梅爾·加斯普林斯基（克里米亞韃靼人）等人所提出，在20世紀由奥斯曼帝國接手。主旨在于将所有突厥人（奥斯曼土耳其人、乌兹别克人、阿塞拜疆人、维吾尔人、哈萨克人、土库曼人、鞑靼人、吉尔吉斯人、巴什基尔人等）联合起来，建立一个大的突厥国家。泛突厥主义者的口号是“祖国不是土耳其，对土耳其人，突厥斯坦也不是祖国。祖国是广大的、统一的图兰。泛突厥主义者在新式学校中传播。
泛突厥主義之一的穆罕默德·伊敏其思想著作〈東突厥斯坦史〉（1940年）：「東突厥斯坦革命不獨立就沒有結束。中國的政治是侵略、不人道和奸邪的政治。每個東突厥斯坦人民都會抗戰到底，視死如歸，光榮犧牲。」

## 疆獨组织
| 名稱                                                                | 建立时间 | 前身                 | 领导人             | 活动国家                                     | 注册地国家认定的性质                                                                                      | 中国政府认定的性质 | 网站                   |
| ------------------------------------------------------------------- | -------- | -------------------- | ------------------ | -------------------------------------------- | --- | ------------------ | ---------------------- |
| 世界維吾爾代表大會                                                  | 2004     |                      | 多里坤·艾沙        | 德国慕尼黑                                   | 當地合法組織                                                                                              | 恐怖組織           |                        |
| 世界維吾爾青年代表大會                                              | 1996     |                      |                    | 德国慕尼黑                                   | 當地合法組織                                                                                              | 恐怖組織           |                        |
| 東突厥斯坦文化新聞中心                                              |          |                      |                    | 瑞典斯德哥爾摩                               | 當地合法組織                                                                                              |                    |                        |
| 比利時維吾爾協會                                                    |          |                      |                    | 比利时布魯塞爾                               | 當地合法組織                                                                                              |                    |                        |
| 比利時維吾爾青年同盟                                                |          |                      |                    | 比利时布魯塞爾                               | 當地合法組織                                                                                              |                    |                        |
| 東突厥斯坦信息中心                                                  |          |                      |                    | 德国慕尼黑                                   | 當地合法組織                                                                                              | 恐怖組織           |                        |
| 東突厥斯坦民族中心（East Turkestan National Center）                |          |                      |                    | 土耳其伊斯坦堡                               | 當地合法組織                                                                                              |                    |                        |
| 東突厥斯坦民族自由中心（Eastern Turkestan National Freedom Center） | 1995     |                      |                    | 美国                                         | 當地合法組織                                                                                              |                    |                        |
| 維吾爾美國協會                                                      |          |                      |                    | 美国                                         | 當地合法組織                                                                                              |                    | （页面存档备份，存于） |
| 東突厥斯坦共和國流亡政府                                            | 2004     |                      | 古拉姆·奧斯曼·樣磨 | 美国華盛頓特區國會大樓                       | 流亡政府 當地合法組織                                                                                     |                    |                        |
| 东突厥斯坦解放组织                                                  | 1996     |                      | 買買提明·艾孜來提  | 不明                                         | 武裝組織                                                                                                  | 恐怖組織           |                        |
| 突厥斯坦伊斯蘭黨                                                    | 1988     | 東突厥斯坦伊斯蘭運動 | 阿卜杜·曼蘇爾      | 巴基斯坦北瓦濟里斯坦 · 阿富汗巴達克山 · 中亞 | 武裝組織 （目前聯合國安理會及多個國家將其視為恐怖組織，美國已於2020年10月將其從美國的恐怖組織名單上除名） | 恐怖组织           |                        |
| 新疆突厥民族解放委員會                                              |          |                      |                    |                                              | |                    |                        |
| 伊寧民族解放組織                                                    |          |                      |                    |                                              | |                    |                        |

## 觀點和态度

### 疆独人士
2006年11月，世維會第二屆主席、原中國全國政協委員热比娅·卡德尔表示；「儘管我們一再明確表示，會以和平、民主的方式爭取更多的自治權，中國政府卻試圖在世界公眾面前把我們的形象刻畫成恐怖分子或是暴力分子。」
美國華盛頓維吾爾人協會主席阿里木·斯依託夫：「維吾爾民族不是什麼保守的、極端的伊斯蘭教信仰者。維吾爾民族信仰伊斯蘭教1000多年，一直是非常和平的。直到中國共產黨侵佔東土以後，從王震直到今天的張春賢全部使用高壓嚴打、逐漸同化（漢化政策），不僅僅是殖民東土，而且同化維族人。」

#### 民族有自决权
東突厥斯坦獨立運動支持者要求实现东突厥斯坦当地民族的政治自决与自治。1944年以東突厥斯坦共和國之名所發表的《Why we are fighting》（我們為什麼要奮鬥）裡表明：「我們的故鄉是東突厥斯坦，我們是突厥民族的東方部分，其他部份在蘇維埃聯邦⋯⋯中國人從戈壁沙漠對面遙遠的中國入侵我們東突厥斯坦⋯⋯他們掠奪我們，奴役我們，把我們當成文盲推入黑暗中。⋯⋯成立‘民族革命委員會’的反抗組織⋯⋯目的是從殘酷中國統治中解放我們人民，使這些遭中國壓榨、屠殺的民眾，恢復應有的自由、平等、財富:126-143」
東突厥斯坦獨立運動支持者认为，「東突厥斯坦」自古以来就是一個獨立的國家或地区，有自己独立的政治、经济、文化地位，並認為東突獨立運動是一場「民族革命」:125。美國維吾爾美國人協會（Uyghur American Association）人權部主任Kevin Miles：「維吾爾人有兩千年歷史，而中國新疆只有兩百多年歷史，⋯⋯滿清政府與漢人政府及中共將維吾爾稱為『新疆』（New Frontier），這是極具污辱性的名詞」。
首先在政治上，在突厥人成为当地主要居民以来至1759年被清帝国控制之前，与中国没有直接隶属关系，而在1759年至1881年被设行省之间与中国是与朝鲜、越南等相类似的宗藩关系。因此，认为被中国吞并是以1881年大起义被镇压为开始的。（中国方面不认可这种说法。）為維護當地居民的獨立自主，應該重新脫離中國的統治，恢复獨立。
其次在经济上，在突厥人成为当地主要居民以来至1759年被清帝国控制之前，由於中國經濟不佳，當地一直与西突厥斯坦及阿富汗、克什米尔等国家和地区处于同一经济贸易体系之内，和中国没有内在的经济联系，仅有民间的转口贸易。
在文化上，在突厥人成为当地主要居民以来至今，该地区的文化均与西突厥斯坦及阿富汗、波斯、阿拉伯、土耳其等国家和地区属于同一文化圈——伊斯兰文化圈，具体而言是突厥—波斯伊斯兰次文化圈，而不像日本、朝鲜（包括韩国）、越南等国一样属于中华文化圈。

#### 人口构成
东突厥斯坦独立运动反對大规模汉族移民，要求中国政府停止旨在人为改变东突厥斯坦人口构成的移民；并将1949年后的中国移民迁出。
維吾爾民族主義史學家如Turghun Almas聲稱維吾爾人獨立於中國6000年，又聲稱現今新疆所有維吾爾以外的民族都是屬於「非土著移民」。

#### 国家恐怖主义指控
2016年，中国在新疆维吾尔自治区开始了“健民工程”，对维族人进行全面体检抽血。至2017年夏，喀什和阿克苏市的机场都建立了器官捐献的绿色通道。流亡英国的前乌鲁木齐铁路局中心医院医师安华托帝博格达质疑前者的目的是扩大建立血型配对器官库，并质问：「你这个交通量要有多大，才能让一个机场建立这么一个专用通道？每天有多少个无辜人的生命被摘？」并对中国政府其后改称「对维吾尔人的大规模验血是为了DNA基因检查」的说法发问：「若真如此，采样口腔就完了，为何要抽血？」

### 中华人民共和国政府观點
论民族自决权是列宁遗留的重要思想。中國共產黨建立之初至长征前，亦赞同民族自决和联邦制，承认中国境内的少数民族均有独立建国的权力。长征之后，中共势力进入少数民众聚居区，民族政策由民族自决转为民族区域自治。
1934年5月2日，中國共產黨在〈鬥爭〉報發表了〈中國的民族問題〉：

新疆居民的三分之二是維吾爾、厄魯特等民族的蒙古人、哈薩克族准噶爾人，而新疆省作為漢人的殖民地（遭中華民國佔領），在軍事封建剝削基礎上受他人管理……中國共產黨無條件承認新疆各民族享有自由建立獨立國家的權利。

但現在，漢族資產階級剝削者（國民政府）和帝國主義（英國、日本）代理人正在利用民族間關係的複雜性挑撥離間各民族以謀求自身利益。……中國共產黨反對那樣的「民族自決」。在這樣的「民族自決」下各民族繼續受到封建寄生蟲的領導，成為互相壓迫的帝國主義的幫凶，是在從事冒險活動
:99-100。

內部文件顯示，中共在1950年以前認為三區革命是一場「新疆伊犁發生的獨立運動」，稱暴動者為「伊犁當局」、「伊塔阿三區」，並在1922年至1934年間號召蒙古、西藏、回疆三部實行自治，成為民主自治邦；用自由聯邦制，統一中國本部蒙古西藏回疆，建立中華聯邦共和國。

#### 历史背景
中华人民共和国政府，认为从西汉（公元前206年-公元24年）在新疆设“西域都护府”之后，新疆开始成为中国统一的多民族国家不可分割的组成部分。
公元前60年，漢朝完成了對西域的統一，漢朝在西域中心烏壘城（今輪台縣附近）設立西域都護。從此，西域納入中央王朝的管理體系。唐朝設立安西都護府和北庭都護府作為在西域的最高管理機構。五代及宋、遼、金時期，中原再次出現割據，但中原與西域並沒有中斷聯繫，喀喇汗朝統治者還自稱「桃花石汗」（中國汗）。1884年，清政府建立甘肃新疆省，建省出自於左宗棠上奏同治帝的「他族逼處，故土新歸」。

#### 宗教政策
2017年3月29日，新疆自治區人大通過了《新疆維吾爾自治區去極端化條例》，其中有關被禁止的條例有15項，禁止的部分內容包括：
- 「干預文化娛樂活動，排斥、拒絕廣播、電視等公共產品和服務的」；
- 「不履行法律手續以宗教方式結婚或者離婚的」；
- 「借不清真之名排斥、干預他人世俗生活的」；
- 「不允許子女接受國民教育，妨礙國家教育制度實施的」；
- 「以非正常蓄須、起名渲染宗教狂熱的」；
- 「公共場所的管理人員、公共交通工具、車站、機場等的工作人員，應當勸阻穿戴蒙面罩袍、佩戴極端化標誌人員進入公共場所或者乘坐公共交通工具，並及時向公安機關報告」；
- 「家長應當以良好的品行影響子女，教育子女崇尚科學，追求文明，維護民族團結，抵制和反對極端化。」

#### 三區革命
在中蘇決裂前，中華人民共和國採取「親蘇一面倒」、「走俄國人的路」、「馬克斯、恩格斯、列寧、斯大林的理論為真理」。北京當局將1944年三區革命（伊寧事變）定義為「中國人民民主革命運動的一部份:125。」認為「三區革命是進步的力量，其中阿合買提江、阿巴索夫等人是維護國家統一，維護領土完整的進步力量……國民黨誣蔑三區革命是在搞分裂。」、「國民黨泛突厥主義爪牙誹謗三區領導人是紅腿子、親蘇派，誣蔑他們背叛民族利益，是民族敗類，這就是國民黨當局用以對抗三區代表所提倡政治民主、民族平等、社會進步的伎倆。」並認為蔣中正在1946年指使國軍與國民黨破壞《十一條和平條款》，蓄意扶植反動勢力向三區根據地進攻；將國府之後任命的新疆省主席麥斯武德形容為「反動思想最凶惡的代表人物，帝國主義的走狗。」將1944到1949年的疆獨動亂稱為「三區民族民主革命力量與國民黨反動統治間的殊死鬥爭」、「三區革命最終匯入中國共產黨所領導的全國人民民主革命的洪流。」
中共自建政以來，一直視新疆作為重要的戰略地位價值。建政初期以新疆作為堅定擁護蘇聯的堡壘，早在推動廢除漢字前，新疆境內許多區域已採取全俄語的教材（中蘇決裂前廢止）。對於伊斯蘭教「宗教自由」北京當局認為：「信教自由是資本主義向上發展時提出的反封建口號，我們也採用這個口號，同時充實和發揚了這個口號的革命內容，不但用來反封建主義、反剝削階級『強迫信教』，徹底實現信教自由使人民由信教走向不信教。只要公民有信仰自由，就有改變信仰的自由，『有利於人民群眾脫離宗教信仰』。……我們黨的基本政策如信仰自由、民族平等是完全正確、長期不變的……『我們從來認為宗教信仰是要削弱以至完全消滅的，所以我們從沒說過宗教制度不能改革』。」
“三区革命”首领之一、中国人民政治协商会议副主席包尔汉回忆说，“苏联方面大力援助了这个革命运动，使伊犁革命形势不断发展，一直扩大到塔城专区、阿山专区，成立了‘东突厥斯坦共和国’，这就是所谓三区革命。它的影响还扩展到了南疆和西藏。国民革命军与“三区”军队隔玛纳斯河而武装对峙時，包尔汉称，“……以后尽管国民党不断破坏和平条款，企图派国民党佔领三区，但是由于苏联的支持和各族人民的坚决斗争，这一企图始终没有得逞，直到1949年新疆和平解放，整个新疆才完全统一，三区军队改编成中国人民解放军”。

#### 反华工具指控
中国共产党指控东突组织同台独、藏独、民运有联系。1997年，东突组织应民进党邀请访台，建议台湾修宪，以使台湾、西藏、新疆等独立。陈水扁曾同其会面。1998年2月，东突、藏独等代表同时访台，签署《台、藏、内蒙、东突独立运动共同宣言》。1999年7月，东突组织表示如中共武力犯台，他们可以动员二十万教徒组成军队援助台湾。李登辉出版《台湾的主张》一书中，宣扬七块论：台湾、西藏、新疆、内蒙古、东北、华南、华北。2000年5月，台独、藏独、东突、民运代表在美国召开联席会议，提出建立自由亚洲同盟
有學者指出，美國智庫希望將新疆問題造成跟西藏問題一樣，具有「和平性和持久性」，並將之培養成為一個「永久問題」。

#### 恐怖主义指控
2001年，911事件发生后，東突厥斯坦武裝獨立運動被中國政府定性为恐怖主義运動。
中國政府一直指许多「疆独」人士参与策划与实施了多起在新疆的恐怖袭击事件，导致境內许多中国公民（多為漢人，亦有少數民族包括蒙古人和維吾爾人等）丧生。巴基斯坦政府曾协助中国政府逮捕或击毙了多名曾经到阿富汗接受基地组织训练的东突分子。此外在古巴关塔那摩湾的美军基地也曾关押了5名参与塔利班政权的「疆独」运动的人士，经美国政府同阿尔巴尼亚政府协商，这五人被遣送到阿尔巴尼亚。中国政府对此表示强烈不满，認為这是「双重标准」。

### 国际组织
2002年9月11日，联合国將东伊运加入恐怖组织名單。
中國媒體與討論平台指稱：2014年，有东突武装人员参加伊斯兰国，进行自殺攻擊。有约100人可能进入伊拉克境内，参与暴力冲突，在叙利亚独立作战的东突武装人员2013年底在组织名称中加上了伊斯兰国有关的后缀，作战人员约300人，还有远超于此的家属。同年8月到12月，东突营人员损失超过80%。2009年7月14日，基地组织威脅要為在烏魯木齊七·五騷亂中死去的維吾爾人對中國實施報復，其北非分支機構「伊斯蘭馬格里布基地組織」揚言將攻擊在阿爾及利亞工作的五萬名中國工人，以及在整個西北非地區的中國國民及項目。

### 各国政府
早期蘇聯在面對中華民國的質疑時一再堅稱並未介入疆獨運動。近代學者按前蘇聯內部檔案：「1944年獨立運動中，在蘇聯的指導下，成立了以內務部人民委員會特務司長伊古那洛夫將軍及其副手內務部人民委員會第一局第四處處長拉古凡古為首的特別行動組。這個行動組的司令部設在阿拉木圖和邊境小鎮霍爾果斯。另外，在烏茲別克斯坦和柯爾克孜斯坦境內也有指導新疆南部的大規模活動:159。」
按照中国媒体的报道，1990年代的阿富汗内战期间塔利班曾经庇护了维吾尔圣战分子。美国入侵阿富汗後，逮捕东突分子，曾羁押在关塔那摩监狱，俄罗斯進行车臣战争时也逮捕了东突分子后转交给中华人民共和国。
2002年，美国將东伊运加入恐怖组织名單。根据美13224号行政令将‘东伊运’列为恐怖组织并支持将该组织列入联合国1267委员会综合制裁清单，13224号行政命令（Executive Order 13224），是美国总统布什在9·11恐怖主义袭击之后，于2001年9月23日颁布的行政命令。颁布13224号行政命令是美国政府认定恐怖组织和恐怖主义个人的方式之一。另一方式是美国国务院制定的外国恐怖主义组织（Foreign Terrorist Organizations, FTO）名单。中国所称的“东伊运”不在后者的名单上。
美国国务院的官方解释说，美国有两个指定恐怖主义组织和个人的权威机构。根据美国《移民与国籍法》，有关组织可以被指定“外国恐怖主义组织”。根据13224号行政命令，更广泛的实体，包括恐怖组织、作为恐怖主义组织一部分行动的个人、以及提供资金者和掩护公司在内的其他实体，可以被指定为“特别指定全球恐怖分子”（SDGT）。东突厥斯坦伊斯兰运动（ETIM）2002年9月被列为“特别指定全球恐怖主义实体”，并从未将其从这一名单上除名。
美国国务院发言人9月7日表示，美方目前并没有与中国达成将东突厥斯坦伊斯兰运动定为“外国恐怖组织”（FTO）的协议。
2007年6月，参加第六次中美执法合作联合联络小组会议的美国联邦调查局副局长托马斯·富恩斯特在北京回答记者提问时表示，联邦调查局的首要任务就是调查恐怖分子的活动，联邦调查局正与中华人民共和国公安部合作，调查“东突”势力在国际恐怖活动中发挥的作用，以及“东突”与“基地”组织的关系。
巴基斯坦當局在2002年將东伊运加入恐怖组织名單。2003年10月2日，东伊运发起人之一艾山·买合苏木在巴基斯坦、阿富汗边境的一次反恐怖联合行动中被巴基斯坦军队击毙。2010年3月1日，巴基斯坦情报机构和塔利班官员证实，东突组织“突厥斯坦伊斯兰党”头目阿卜杜勒·哈克·阿尔-蒂尔基斯坦尼在巴基斯坦，被美军无人机发射的导弹击中身亡。
英国內政部在2016年7月15日將东突厥斯坦伊斯兰运动加入恐怖组织名單。

### 新聞自由
有政府報告及媒體指出，一些疆獨組織如東突厥斯坦伊斯兰党與烏茲別克斯坦伊斯蘭運動、巴基斯坦塔利班運動以及基地組織有同盟關係。
英國廣播公司在2002年9月27日發表評論文章，認為中國政府對新疆採取殖民主義，大量開採自然資源和輸入漢族移民，對此維吾爾民族主義者並非全然要求獨立，而是訴求憲法上的民族自治權，以及維護本土的宗教自由、反核試反污染，這類民族主義者不該被視為分離主義或恐怖主義。
《紐約時報》、《外交政策》雜誌、《基督教科學箴言報》、《經濟學人》等媒體質疑北京在新疆衝突事件中的官方說法並未提供相關證據，外國媒體在新聞採訪上遭到阻撓。在北京封鎖媒體的策略下，外國記者進入西藏、新疆等區域有很多限制，故難以取得相關訊息。另外北京當局經常對當地施行數個月的交通、通訊、網路封鎖。總部設立於紐約的「保護記者委員會」（CPJ）認為，中國政府監禁記者達49名，已創下該組織自1990年以來，中國監禁最多記者的紀錄。駐華外國記者協會（FCCC）則表示媒體記者在新疆採訪新聞受到中國官方的嚴格限制與暴力對待、人身監禁。

### 学者
專門研究新疆歷史的美國印第安納大學教授波文頓（Gardner Bovingdon）表示，早於中國漢朝（公元前206年 - 公元220年）和唐朝（618-907）時期，中國已經對新疆有不同程度上的控制，中國歷史學家反駁維吾爾民族主義者，指出在漢族於新疆定居已經2000年的歷史，又指出在新疆也有其他如蒙古人、哈薩克人、烏茲別克人、滿洲人、回族等土著民族的記載。波文頓亦指出，一些維吾爾民族主義者聲稱新疆人口在1949年只有5％是漢族，而其他的95％是維吾爾族，這種說法無視了新疆的哈薩克族、錫伯族和其他民族的存在，亦無視了在1800年漢人佔有新疆人口的三分之一這個事實。
美國喬治城大學歷史系教授米華健指出，維吾爾人傳統上的「故土」（native land）在歷史上並非包括整個新疆地區，而是僅在塔里木盆地一帶，另外新疆的首府烏魯木齊原本是以漢族和回族為絕大多數的城市，維吾爾人屬於後來者。他亦指出外國人經常誤以為烏魯木齊是「被中國摧毀了維吾爾特色和文化的屬於維吾爾人的城市」。
美國南方卫理公会大学博士Justin Jon Rudelson指出，準噶爾北部是中華人民共和國成立後大部分新移民（包括原居於塔里木盆地的維吾爾人和中國內地的漢人和其他民族）的移民目的地，準噶爾一帶的城市人口主要是以漢族和回族佔大多數，而喀什一帶的城市主要是以維吾爾族佔大多數。他亦指出，中國政府確保漢族新移民的移居點為無人居住的區域，從而避免干擾那些已存在的維吾爾族社區 。
俄羅斯生態學者亞布洛科夫發表聯署公開信反對中國對新疆騷亂事件被捕者使用極刑，認為死刑是過時的，也不滿意中國推行的新疆民族政策、漢化政策。俄羅斯人權運動領導者波諾馬廖夫反對處決新疆騷亂事件被捕者，呼籲有關國家以行動抵制與中國進行文化交流、赴中國旅遊。美國麥迪遜大學政治學教授傅禮門表示：「如回溯到1940年代，現東突厥斯坦的維吾爾人有種失去自己的土地、文化的感覺。自1991年起，他們發現原本前蘇聯共和國的哈薩克人、吉爾吉斯人、土庫曼人、烏茲別克人都有自己的國家，所有其他突厥語的穆斯林人都有自己的國家，這讓身活在高壓統治的他們更難以忍受。中國的漢化政策也操縱了新疆當地較好的工作機會，使他們覺得受到不公平待遇」。
中共中央党校国际战略研究所国际政治专业博士生贾春阳认为美国非政府机构是影响“疆独”问题的重要变量，并指美国国家民主基金会从2004年到2008年对“疆独组织”的资助每年都有增加，奥巴马政府对“疆独”组织活动仍然是支持的。

## 相关事件
新疆曾分別在土耳其與阿富汗雙泛主義的影響和蘇聯的支持下，於1933年11月12日與1944年4月在南疆、北疆前後建立了兩個短暫的國家，因遭到中華民國的反對與鎮壓而滅亡。中華人民共和国建国後，中国捨棄了原先所支持的疆獨激進勢力，加強政令加上中蘇交惡的政治背景，衝突趨於激烈，改革開放與蘇聯解體之後政經情況改善使得訴求迅速減少，剩餘支持者開始發起和緩非暴力活動，並轉而邁向自治願景，但也有小部分繼續堅持暴力斗争，并为近期連連發生的恐怖袭击负责。

### 中華民國大陸时期
中華民國官方認為蘇聯發動中東路事件（獲得中共支持）、北塔山事件、伊寧事變（三區革命）、珍寶島事件都是俄國帝國主義鯨吞土地的一貫侵華政策。並認為蘇俄經常宣傳「要打倒帝國主義」，實際上則是「取代所有帝國主義者，由蘇俄做唯一帝國主義者。」中華民國對於1944年11月事件一開始稱為「伊犁匪亂」，之後史料才以「伊寧事變」稱呼，並稱東突厥斯坦共和國為「傀儡組織」，因「東突厥斯坦」本是地理上與俄屬西突厥斯坦相對稱，是分裂中亞的稱謂。「共和國」則是蘇聯扶植各傀儡政權的共和國模式。

### 中华人民共和国时期
1993年，由新疆和田人买买提·托乎提和阿不都热·合曼在中国境外发起成立东突厥斯坦伊斯兰运动（簡稱东伊运），其宗旨是在新疆建立一个政教合一的“东突厥斯坦伊斯兰国”。該組織於同年解散。曾在阿富汗基地组织受训，多次制造恐怖爆炸事件，前苏联解体后，此组织扩散入前苏联中亚地区国家，也多次制造爆炸事件，引起这些国家警惕，上海合作组织正是为了协作打击恐怖组织而成立的。因为東突厥斯坦伊斯蘭運動与本拉登的基地组织关系密切，很多成员本身就是基地组织的成员，所以東突厥斯坦伊斯蘭運動被中國和美國認爲是非法的恐怖組織。
2001年8月13日，中國人民解放軍在新疆喀什至阿圖什之間進行軍事實彈演習。
東突厥斯坦流亡政府旗下所辖的東突厥斯坦伊斯蘭運動被中國和美國認為是非法的恐怖組織。
2005年9月29日，东突厥斯坦解放组织以錄像方式用維吾爾語向外宣佈開始動用一切手段向中國官方發動武裝报复，并以平民作為主要襲擊目標。 同年10月6日位于中华人民共和国境内的东突厥斯坦解放组织天山狮子队通过东突厥斯坦信息中心向BBC转交了一份 声明，正式向中国政府展开武装活动。
2008年新疆反政府示威發生。4月11日，中國公安部發現东突厥斯坦解放组织策劃在北京奧運期間發動暴力襲擊，包括了對外國記者、游客、運動員進行綁架。
2008年8月4日，新疆西部城市喀什遭遇恐怖袭击，喀什公安边防部队被两名维吾尔族男子用爆炸物等袭击，造成17名無辜者死亡、15人受伤。东伊运承認對是次襲擊負責。
2008年8月10日凌晨，中国新疆维吾尔自治区西部城市库车发生爆炸案，导致至少两人死亡，另有五名犯罪嫌疑人被当场击毙。爆炸案系不法分子乘出租车向当地公安机关和工商管理所等处投掷自制爆炸物所致。五名犯罪嫌疑人被当场击毙，炸毁两辆警车。其间，两名公安民警和一名保安负伤。
2013年4月23日，新疆喀什巴楚縣發生襲擊事件，造成15名警察與社工死亡，6名嫌犯喪生，8人被捕。中國政府把這起事件定性為「嚴重恐怖襲擊事件」，但世界維吾爾人大會發言人迪里夏提表示是維吾爾人窩藏違禁爆炸品并拒絕搜查，妨礙警方執法， 期間還襲擊公安。事件中一名公安人員開槍打死一名嫌犯而引發進一步的衝突，之後中國武裝人員到現場鎮壓造成人員傷亡。
2014年3月1日，云南昆明发生砍杀事件。造成至少29人死亡，143人受伤，失踪人数不明，警方執法時起事五名犯罪者中四人拒不投降并挾持人質，於是被擊斃，另外一名16歲女嫌被捕，因為懷有身孕而被特赦免於死刑。此一事件為新疆恐怖主義的袭击。

## 参閲

### 相關事件
- 东突厥斯坦、突厥斯坦、東突厥斯坦共和國流亡政府
- 新疆历史
- 三區革命
- 泛突厥主义
- 泛伊斯兰主义
- 世界維吾爾代表大會

### 其他類似運動
- 西藏獨立運動
- 外蒙古獨立
- 內蒙古獨立運動
- 滿蒙獨立運動
- 台灣獨立運動
- 台灣獨立運動相關條目列表
- 香港獨立運動
- 澳門獨立運動
- 上海獨立運動
- 廣東獨立運動
- 兩廣共和國

## 外部連結
- 沈旭暉：〈東突厥斯坦伊斯蘭運動的生態（页面存档备份，存于）〉.
- 世界维吾尔代表大会 （页面存档备份，存于）
- 东突厥斯坦流亡政府（页面存档备份，存于）